# The LINQ Resort and Casino
The LINQ Resort and Casino (vormals Flamingo Capri, Imperial Palace und The Quad) ist ein Hotel und Casino am Strip in Las Vegas im US-Bundesstaat Nevada. 

## Geschichte

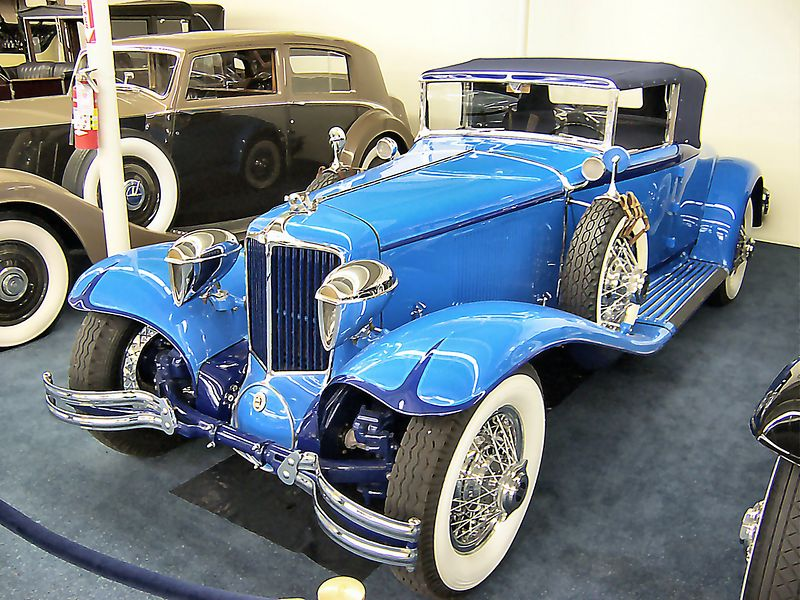
1930 Cord, Teil der Autoausstellung

Von 1959 bis 1979 trug das Hotel den Namen Flamingo Capri. Im November 1979 wurde das Resort in das asiatisch gestaltete Imperial Palace umbenannt und umgestaltet. Neuer Besitzer der Liegenschaft war zu diesem Zeitpunkt der Unternehmer Ralph Engelstad. 1981 wurde der erste der jeweils 19-stöckigen Zimmertürme eröffnet. In diesem Jahr wurde auch die Autoschau The Auto Collections erstmals der Öffentlichkeit präsentiert. Sie ist seit Beginn in der Parkgarage des Hotels untergebracht. 1982 folgte der zweite, 1986 der dritte Zimmerturm. Ein größerer Umbau der Anlage erfolgte zwischen 1987 und 1989. Im Zuge der Arbeiten wurde ein vierter Hotelturm, sowie eine Poolanlage mit Bar und ein Spa- und Fitnessbereich errichtet.
1984 wurde ein Paar von einem als Mitarbeiter verkleideten Mann in seinem Hotelzimmer überfallen, gefesselt und vergewaltigt. Der Täter wurde nicht gefasst. Die Gäste verklagten im Anschluss das Hotel unter dem Vorwurf mangelnder Sicherheitsvorkehrungen. Das Verfahren zog sich bis ins Jahr 1989, der Fall wurde letztlich aus nicht veröffentlichten Gründen beigelegt. Im Raum stand der Vorwurf, Mitarbeiter des Hotels hätten Beweismittel vernichtet. 
Nach Abschluss des Verfahrens war das Hotel weiterhin in den Schlagzeilen und der Kritik des Nevada Gaming Control Board. Grund waren von Engelstad abgehaltene Veranstaltungen mit NS-Motto. Da das Gaming Control Board einen Imageverlust befürchtete, legte es Engelstad die Aufgabe seiner Glücksspiellizenz nahe. Letzten Endes konnte er diese behalten, musste jedoch 1,5 Millionen US-Dollar Strafe zahlen. Engelstad starb 2002, Ende 2005 wurde das Hotel von Harrah’s Entertainment (heute: Caesars Entertainment) gekauft. Im Film Austin Powers – Das Schärfste, was Ihre Majestät zu bieten hat aus dem Jahr 1997 wohnte die Figur Alota Fagina im Imperial Palace.
Im August 2011 gab Caesars den Bau eines Entertainment-Quartiers bekannt. Das Neubaugebiet schließt direkt an das bestehende Hotel an und nimmt auch die Fläche des O’Shea’s Casinos ein, das dafür abgerissen wurde. Im Zuge der Neubelebung des Areals entstanden auch die Pläne, das Imperial Palace unter neuem Namen in das Projekt einzubinden. Im September 2012 wurde daraufhin die Namensänderung zu The Quad offiziell verkündet, und die Lobby- und Casinobereiche wurden grundlegend umgebaut. Eine Ausnahme bildeten die Zimmertürme und Gästezimmer, die damals in ihrem ursprünglichen Zustand verblieben.
Die Freiluftpromenade The LINQ wurde 2014 fertiggestellt. Im selben Jahr kündigte Caesars die erneute Umbenennung des Hotels zum 30. Oktober desselben Jahres an, weitere Bauarbeiten vor allem an den Gästezimmern und dem Poolbereich folgten. Die Kosten für den Umbau beliefen sich insgesamt auf rund 230 Millionen Dollar. Das Hotel trägt seither den Namen The LINQ Resort and Casino und beherbergt heute 2640 Zimmer und ein Casino auf 11.000 m² Fläche. 